# Ammyy Admin
Ammyy Admin est un logiciel utilitaire de bureau à distance à travers le réseau Internet. Il peut être utilisé pour effectuer des tâches de téléassistance, de télé-administration, de télétravail, de transfert de fichier et de messagerie instantanée vocale. Les communications entre le client et le serveur passent par un tunnel sécurisé. Ce logiciel est édité par la société russe Ammyy Group (LLC) basé à Moscou,

## Fonctionnement
Ammyy Admin utilise un protocole de traduction d'adresse réseau (NAT) et ne nécessite aucune adresse IP externe pour relier les terminaux. Il n'a pas besoin de l'installation de logiciels supplémentaires ou de redirections de ports. Toutes les données sont cryptées à l'aide d'un algorithme hybride, combinaison entre AES-256 et RSA, avec des clés différentes pour chaque session. L'application est transparente pour la majorité des pare-feux connus. Il est implémenté sur un proxy en HTTPS. Ammyy Admin est compatible avec VNC et TSE pour l'accès distant.

## Versions et distributions
Ammyy Admin est distribué en quatre éditions : Gratuite, Starter, Premium et Corporate. L'édition gratuite est limitée à quinze heures par mois pour une utilisation privée.

## Controverse
Connu essentiellement dans le monde professionnel, Ammyy Admin s'est fait connaitre du grand public depuis octobre 2015 à la suite d'une attaque de son site web décrié dans certains médias informatiques. Il fait partie des logiciels utilitaires qui sont régulièrement détournés par les pirates de l'objectif majeur pour lesquels ils sont destinés (comme la maintenance informatique) à des fins d'espionnage ou de malversation. Cet outil a notamment été utilisé lors d'escroqueries bancaires par le groupe de cybercriminels Carbanak. Il est aussi utilisé avec les méthodes de fraudes téléphoniques qui ont pour but de faire croire aux victimes qu'il s'agit de procédure de maintenance effectuée par de grands acteurs de l'informatique,,.